# Ain't Nobody but Me
Pour les articles homonymes, voir Ain't Nobody.
Pistes de Crisis? What Crisis?
Sister Moonshine A Soapbox Opera
Ain't Nobody But Me est une chanson du groupe de rock progressif Supertramp, sur l'album Crisis? What Crisis?, leur quatrième album, paru en 1975. Elle est la troisième chanson de l'album, et est essentiellement composée par Rick Davies.

## Musiciens
- Rick Davies : chant principal, piano acoustique, orgue Hammond
- Roger Hodgson : guitare électrique, chœurs
- John Helliwell : saxophones alto et ténor, chœurs
- Dougie Thomson : basse, chœurs
- Bob Siebenberg : batterie